# Hydractinia nagaoensis
Hydractinia nagaoensis is een hydroïdpoliep uit de familie Hydractiniidae. De poliep komt uit het geslacht Hydractinia. Hydractinia nagaoensis werd in 1997 voor het eerst wetenschappelijk beschreven door Bouillon, Medel & Peña-Cantero. 